# Varrak
 (juillet 2024).
Varrak est un éditeur littéraire estonien fondé en 1991.
Varrak publie des livres estoniens et des traductions d'ouvrages étrangers.
La société porte le nom d'un personnage de l'épopée estonienne le Kalevipoeg.